# Каньо (провинция Тренто)
Каньо́ (итал. Cagnò) — коммуна в Италии, располагается в провинции Тренто области Трентино-Альто-Адидже.
Население составляет 371 человек (2008 г.), плотность населения составляет 123 чел./км². Занимает площадь 3 км². Почтовый индекс — 38020. Телефонный код — 0463.
Покровителем коммуны почитается святой Валентин, празднование 14 февраля.

## Демография
Динамика населения:

## Администрация коммуны
- Официальный сайт: